# Charles-Louis de Tinguy
Pour les articles homonymes, voir Tinguy.
Pour les autres membres de la famille, voir Famille de Tinguy.
Charles-Louis, marquis de Tinguy de Nesmy, est un homme politique français, né le 15 novembre 1813 à Nantes et mort le 13 janvier 1881 au château de Nesmy.

## Biographie
Charles Louis de Tinguy de Nesmy est le fils de Louis Ferdinand, marquis de Tinguy de Nesmy, et d'Henriette Fortunée Jacquette de Sallo, dame du Plessis. Il est le gendre d'Aristide Locquet de Grandville.
Tinguy entre tôt dans la politique militante et fait, comme légitimiste, une active opposition au gouvernement de Louis-Philippe. Soucieux d'allier le droit divin aux idées de progrès et de liberté, il fonde dans ce but à La Roche-sur-Yon le journal le Publicateur de la Vendée. Après la Révolution de février, Tinguy est élu représentant de la Vendée à l'Assemblée constituante. Il siège à droite, fait partie du comité des cultes, et vote avec les conservateurs-monarchistes. 
Le 13 mai 1849, le même département renvoie Tinguy à l'Assemblée législative. Il s'associe, dans les rangs de la majorité, à toutes les mesures répressives et restrictives qui furent adoptées au cours de la session.
Il attache son nom à un amendement resté célèbre, qu'il présente dans la discussion de la loi sur la presse, de concert avec M. de Laboulie ; c'est en vertu de cet amendement, adopté par 513 voix contre 281, le 9 juillet 1850, que tous les articles de discussions politiques, philosophiques ou religieuses, insérés dans un journal, doivent être signés. Tinguy ne se rallie pas au coup d'État du 2 décembre 1851.
Charles-Louis de Tinguy est un grand chasseur (chasse à courre, notamment chasse aux loups ; sur la porte du moulin de Gournava (en Pleucadeuc) où il réside pour chasser à courre dans les Landes de Lanvaux avec quarante chiens fauves, le comte de Tinguy avait cloué des centaines de pattes de loups.

## Source
- « Charles-Louis de Tinguy », dans Adolphe Robert et Gaston Cougny, Dictionnaire des parlementaires français, Edgar Bourloton, 1889-1891 [détail de l’édition]